# IC 707
IC 707 ist eine Spiralgalaxie vom Hubble-Typ Sc im Sternbild Löwe an der Ekliptik. Sie ist schätzungsweise 294 Millionen Lichtjahre von der Milchstraße entfernt und hat einen Durchmesser von etwa 45.000 Lichtjahren. 

Im selben Himmelsareal befinden sich u. a. die Galaxien NGC 3743 und NGC 3758.
Das Objekt wurde am 29. März 1894 vom deutschen Astronomen Hermann Kobold entdeckt.